# Llew Llaw Gyffes

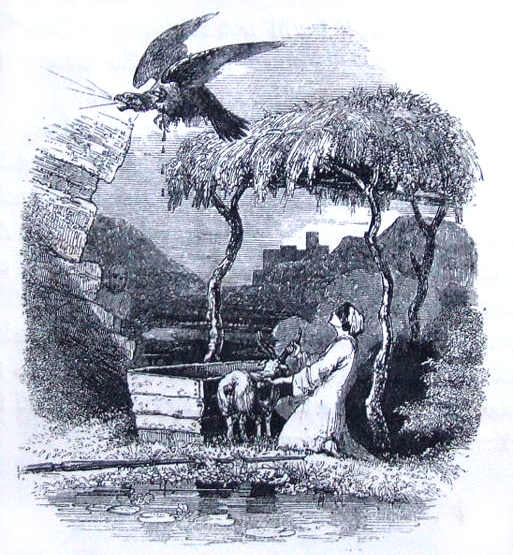
Représentation de la mort de Lleu sous la forme d’un aigle

Llew (ou Lleu) Llaw Gyffes, dans la mythologie celtique brittonique, est un personnage qui apparaît dans la Quatrième Branche du Mabinogi : Math fils de Mathonwy. Le sens de son surnom « qui a la main rapide » est à rapprocher de celui de « lamfada » (« au long bras ») que l’on donne parfois à Lug en Irlande et dont il est un équivalent, sans en être l’exacte réplique. 

## Les troisgeisa
Sa naissance, ainsi que celle de son jumeau Dylan Eil Ton, résulte d’une pratique magique, lorsque le roi Math veut éprouver la virginité d’Arianrhod. Pour se venger de l’outrage, sa mère prononce trois geisa sur l’enfant : elle le prive de nom, elle lui interdit de porter des armes et d’avoir une femme humaine, ce qui l’empêche, de fait, d’être un homme. Cependant, l’enfant ayant grandi, sa mère constate son adresse et le surnomme, ce qui a pour effet de lever la première geis. Puis, son oncle et tuteur Gwydion le contraint à prendre les armes en simulant une attaque contre sa résidence. Pour le troisième interdit, le roi Math, qui est aussi magicien et son neveu Gwydion lui confectionnent une femme avec des fleurs et des plantes (genêt, primevère, reine-des-prés, aubépine, etc.) ; grâce à leur magie, leur « créature » est plus belle que la plus belle des femmes, elle est nommée Blodeuwedd ce qui signifie « visage de fleurs ». L’union est célébrée et Llew est doté d’un cantref (domaine), mais un jour que Llew rend visite au roi Math, dans sa résidence de Caer Dathyl, Blodeuwedd accueille Goronwy (parfois appelé Gronw Pebyr), seigneur de Penllyn, qui chasse dans le pays. Elle tombe amoureuse et les amants projettent de tuer l’époux. Mais Llew est un dieu qui ne peut être tué que selon certaines modalités : il ne peut être tué à l’intérieur, ni à l’extérieur, lorsqu’il chevauche ou qu’il marche. En fait, il ne peut être assassiné que dans une seule position : quand il prend son bain avec un pied sur une chèvre et l’autre sur un chaudron, par une lance forgée spécialement, pendant un an et un jour. Ces conditions étant réunies, le dieu est abattu et se transforme en aigle ; en rétorsion, Gwydion transforme Blodeuwedd en hibou, ranime Llew et lui redonne forme humaine, ce qui lui permet de se venger et de tuer l’amant.
Dans une forme altérée, il est la représentation galloise du dieu primordial pan-celtique Lug.

## Tableau généalogique
|                 |                 |                 |                 |                 |                 |  |  |                       |                       |                       |                       |                       |                       |  |  | Dôn                    | Dôn                    | Dôn                    | Dôn                    | Dôn                    | Dôn                    |  |  | Beli Mawr | Beli Mawr | Beli Mawr | Beli Mawr | Beli Mawr | Beli Mawr |  |  |          |          |                                    |                                    |                                    |                                    |                                    |                                    |           |           |           |           |           |           |  |  |                                       |                                       |                                       |                                       |                                       |                                       |  |  |  |  |  |  |  |  |  |  |  |  |  |  |  |  |  |  |  |  |  |  |  |  |  |  |  |  |  |  |  |  |  |  |
|                 |                 |                 |                 |                 |                 |  |  |                       |                       |                       |                       |                       |                       |  |  | Dôn                    | Dôn                    | Dôn                    | Dôn                    | Dôn                    | Dôn                    |  |  | Beli Mawr | Beli Mawr | Beli Mawr | Beli Mawr | Beli Mawr | Beli Mawr |  |  |          |          |                                    |                                    |                                    |                                    |                                    |                                    |           |           |           |           |           |           |  |  |                                       |                                       |                                       |                                       |                                       |                                       |  |  |  |  |  |  |  |  |  |  |  |  |  |  |  |  |  |  |  |  |  |  |  |  |  |  |  |  |  |  |  |  |  |  |
|                 |                 |                 |                 |                 |                 |  |  |                       |                       |                       |                       |                       |                       |  |  |                        |                        |                        |                        |                        |                        |  |  |           |           |           |           |           |           |  |  |          |          |                                    |                                    |                                    |                                    |                                    |                                    |           |           |           |           |           |           |  |  |                                       |                                       |                                       |                                       |                                       |                                       |  |  |  |  |  |  |  |  |  |  |  |  |  |  |  |  |  |  |  |  |  |  |  |  |  |  |  |  |  |  |  |  |  |  |
|                 |                 |                 |                 |                 |                 |  |  |                       |                       |                       |                       |                       |                       |  |  |                        |                        |                        |                        |                        |                        |  |  |           |           |           |           |           |           |  |  |          |          |                                    |                                    |                                    |                                    |                                    |                                    |           |           |           |           |           |           |  |  |                                       |                                       |                                       |                                       |                                       |                                       |  |  |  |  |  |  |  |  |  |  |  |  |  |  |  |  |  |  |  |  |  |  |  |  |  |  |  |  |  |  |  |  |  |  |
| Gwydion         | Gwydion         | Gwydion         | Gwydion         | Gwydion         | Gwydion         |  |  | Eveydd                | Eveydd                | Eveydd                | Eveydd                | Eveydd                | Eveydd                |  |  | Gilfaethwy             | Gilfaethwy             | Gilfaethwy             | Gilfaethwy             | Gilfaethwy             | Gilfaethwy             |  |  | Amaethon  | Amaethon  | Amaethon  | Amaethon  | Amaethon  | Amaethon  |  |  | Gofannon | Gofannon | Gofannon                           | Gofannon                           | Gofannon                           | Gofannon                           |                                    |                                    | Arianrhod | Arianrhod | Arianrhod | Arianrhod | Arianrhod | Arianrhod |  |  |                                       |                                       |                                       |                                       |                                       |                                       |  |  |  |  |  |  |  |  |  |  |  |  |  |  |  |  |  |  |  |  |  |  |  |  |  |  |  |  |  |  |  |  |  |  |
| Gwydion         | Gwydion         | Gwydion         | Gwydion         | Gwydion         | Gwydion         |  |  | Eveydd                | Eveydd                | Eveydd                | Eveydd                | Eveydd                | Eveydd                |  |  | Gilfaethwy             | Gilfaethwy             | Gilfaethwy             | Gilfaethwy             | Gilfaethwy             | Gilfaethwy             |  |  | Amaethon  | Amaethon  | Amaethon  | Amaethon  | Amaethon  | Amaethon  |  |  | Gofannon | Gofannon | Gofannon                           | Gofannon                           | Gofannon                           | Gofannon                           |                                    |                                    | Arianrhod | Arianrhod | Arianrhod | Arianrhod | Arianrhod | Arianrhod |  |  |                                       |                                       |                                       |                                       |                                       |                                       |  |  |  |  |  |  |  |  |  |  |  |  |  |  |  |  |  |  |  |  |  |  |  |  |  |  |  |  |  |  |  |  |  |  |
|                 |                 |                 |                 |                 |                 |  |  |                       |                       |                       |                       |                       |                       |  |  |                        |                        |                        |                        |                        |                        |  |  |           |           |           |           |           |           |  |  |          |          |                                    |                                    |                                    |                                    |                                    |                                    |           |           |           |           |           |           |  |  |                                       |                                       |                                       |                                       |                                       |                                       |  |  |  |  |  |  |  |  |  |  |  |  |  |  |  |  |  |  |  |  |  |  |  |  |  |  |  |  |  |  |  |  |  |  |
|                 |                 |                 |                 |                 |                 |  |  |                       |                       |                       |                       |                       |                       |  |  |                        |                        |                        |                        |                        |                        |  |  |           |           |           |           |           |           |  |  |          |          |                                    |                                    |                                    |                                    |                                    |                                    |           |           |           |           |           |           |  |  |                                       |                                       |                                       |                                       |                                       |                                       |  |  |  |  |  |  |  |  |  |  |  |  |  |  |  |  |  |  |  |  |  |  |  |  |  |  |  |  |  |  |  |  |  |  |
|                 |                 |                 |                 |                 |                 |  |  |                       |                       |                       |                       |                       |                       |  |  |                        |                        |                        |                        |                        |                        |  |  |           |           |           |           |           |           |  |  |          |          |                                    |                                    |                                    |                                    |                                    |                                    |           |           |           |           |           |           |  |  |                                       |                                       |                                       |                                       |                                       |                                       |  |  |  |  |  |  |  |  |  |  |  |  |  |  |  |  |  |  |  |  |  |  |  |  |  |  |  |  |  |  |  |  |  |  |
| Hyddwn « faon » | Hyddwn « faon » | Hyddwn « faon » | Hyddwn « faon » | Hyddwn « faon » | Hyddwn « faon » |  |  | Hychtwn « marcassin » | Hychtwn « marcassin » | Hychtwn « marcassin » | Hychtwn « marcassin » | Hychtwn « marcassin » | Hychtwn « marcassin » |  |  | Bleiddwn « louveteau » | Bleiddwn « louveteau » | Bleiddwn « louveteau » | Bleiddwn « louveteau » | Bleiddwn « louveteau » | Bleiddwn « louveteau » |  |  |           |           |           |           |           |           |  |  |          |          | Dylan Eil Ton « fils de la vague » | Dylan Eil Ton « fils de la vague » | Dylan Eil Ton « fils de la vague » | Dylan Eil Ton « fils de la vague » | Dylan Eil Ton « fils de la vague » | Dylan Eil Ton « fils de la vague » |           |           |           |           |           |           |  |  | Llew Llaw Gyffes « a la main rapide » | Llew Llaw Gyffes « a la main rapide » | Llew Llaw Gyffes « a la main rapide » | Llew Llaw Gyffes « a la main rapide » | Llew Llaw Gyffes « a la main rapide » | Llew Llaw Gyffes « a la main rapide » |  |  |  |  |  |  |  |  |  |  |  |  |  |  |  |  |  |  |  |  |  |  |  |  |  |  |  |  |  |  |  |  |  |  |

## Source
- Anonyme, Les Quatre branches du Mabinogi traduit du moyen gallois, présenté et annoté par Pierre-Yves Lambert, Éditions Gallimard, collection L’aube des peuples, Paris, 1993.  (ISBN 2070732010).